# Apamea nigro-rubida
Apamea nigro-rubida là một loài bướm đêm trong họ Noctuidae.